# Grupul statuar „Mama și școlarul” din Suceava

Grupul statuar „Mama și școlarul” din Suceava

Grupul statuar „Mama și școlarul” din Suceava este un monument din bronz realizat de către sculptorul Ion Jalea și dezvelit în anul 1977 în municipiul Suceava. Statuia este amplasată în curtea Școlii Gimnaziale nr. 3, pe strada Mărășești nr. 38.

## Istoric și descriere
Statuia a fost realizată din bronz de către sculptorul Ion Jalea și amplasată în anul 1977 în curtea din fața Școlii Gimnaziale nr. 3 din Suceava, în zona Mărășești.
Monumentul este compus din două personaje: o femeie și un copil, ambii așezați pe un postament. Femeia se sprijină cu mâna dreaptă pe postament, în timp ce cu mâna stângă cuprinde copilul. Acesta este orientat către dreapta și scrie pe o tăbliță sprijinită pe piciorul mamei. Materialul este tratat în volume gometrice. Opera are 2,00 metri înălțime, 1,20 metri lungime și 0,82 metri lățime.
Statuia se află pe un soclu din beton placat cu travertin, cu înălțimea de 1,04 metri, lungimea de 1,33 metri și lățimea de 0,92 metri.

## Imagini

Grupul statuar „Mama și școlarul”
Grupul statuar „Mama și școlarul”